# Sphenophyllum
Sphenophyllum è un genere di piante estinte appartenente alle pteridofite. Fu un genere molto longevo: visse dal Devoniano superiore al Permiano (360-250 milioni di anni fa), e i suoi resti si rinvengono soprattutto in Europa.

## Descrizione
Questa pianta era di tipo erbaceo e forse di aspetto simile alle liane attuali, anche se misurava solo una trentina di centimetri. Probabilmente cresceva come una pianta infestante, formando cespugli simili alle rubiacee attuali (ad es. Galium). Il fusto era sottile (1 o 2 centimetri di diametro) e pieno, suddiviso in articoli e con un numero limitato di coste. Le foglie, lunghe 1,5 centimetri in media, erano poste lungo l'intero fusto; queste erano strette alla base ma si allargavano verso l'estremità distale un arco dentellato. Le nervature non erano mediane, ma suddivise seguendo una dicotomia. Su uno stesso ramo, spesso, le foglie basali erano semplici, mentre quelle poste in alto erano divise.
Le spighe fruttifere erano costituite da verticilli simili a scaglie, sui quali erano presenti sporangi e foglie sterili.

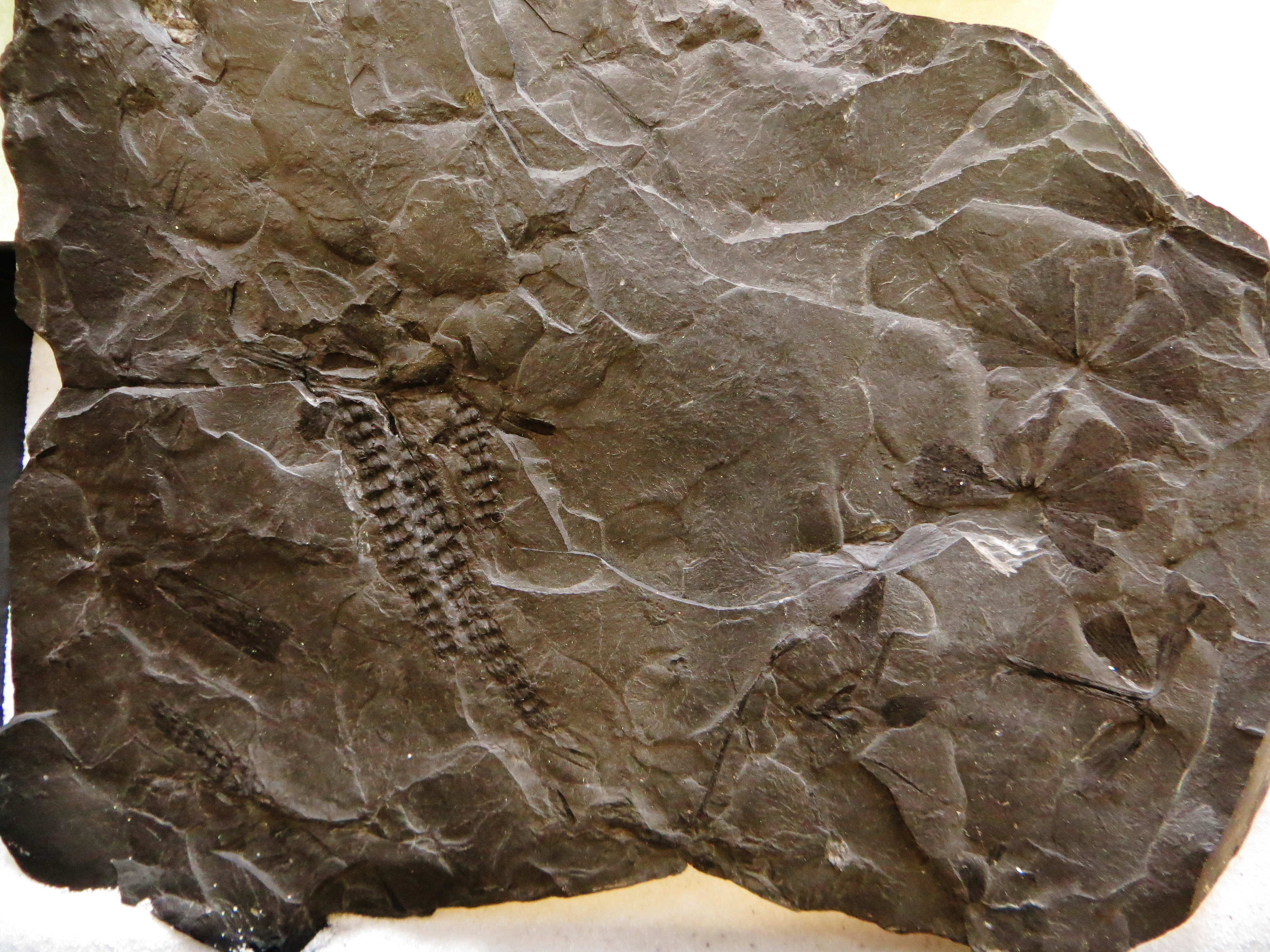
Fossili di Sphenophyllum verticillatum e Sphenophyllostachys verticillata

## Habitat
Si ritiene che lo sfenofillo fosse una pianta capace di colonizzare una quantità di ambienti diversi: alcune specie erano per lo più specializzate per la vita in ambiente semiacquatico, mentre altre erano invece associate ad alberi di ambienti secchi e a foglie caduche.

## Classificazione
Non si sa a quale gruppo precisamente appartenesse lo sfenofillo; di certo era una pteridofita, ma da alcuni è stata ascritta con qualche dubbio alle sfenopsidi.